# André Maurois
André Maurois (Elbeuf, Normandía, 26 de julio de 1885 - Neuilly-sur-Seine, 9 de octubre de 1967) fue el seudónimo de Émile Salomon Wilhelm Herzog, novelista y ensayista francés.
Descendiente de una rica familia dedicada a la industria textil, Maurois realizó estudios secundarios en Ruan (Liceo Corneille) y superiores en Caen. Tuvo como profesor al filósofo Alain.
Durante la I Guerra Mundial, sirvió como intérprete del Estado Mayor británico, familiarizándose con la cultura anglosajona. En 1938 ingresó en la Academia francesa. Durante la II Guerra Mundial luchó por la Francia libre como capitán del ejército francés, y se refugió en Estados Unidos al negar su obediencia al gobierno pronazi de Vichy. Estuvo asimismo con las fuerzas aliadas en África del norte en 1943. Regresó a Francia en 1946, donde le fue otorgada la Gran Cruz de la Legión de Honor y donde fallecería ya octogenario.

## Obras

### Novela
- Bernard Quesnay (1926)
- Climats (1929)
- Le peseur d'âmes (1931)
- Cercle de famille (1932)
- L'instinct du bonheur (1934)
- La máquina para leer los pensamientos: relatos (Anaconda, 1945)
- Tierra de Promisión (Terre Promise) (1946)[1]
- Les roses de septembre (1956)
- Le diner sous les marronniers (1959)

### Biografía
- Lélia ou la vie de George Sand (1951)
- Ariel ou la vie de Shelley (1923)
- La vie de Disraeli (1927)
- Un essai sur Dickens (1927)
- Don Juan ou la vie de Byron (1930)
- Talleres americanos (1933)
- Chateaubriand (1938)
- Estados Unidos 39 (Diario de un viaje por Norteamérica) 1939.
- Prométhée ou la vie de Balzac
- Turgueniev (1947)
- Memorias (1941)
- Napoleón
- Cristóbal Colón

### Crítica y ensayo
- Aspects de la biographie (1929)

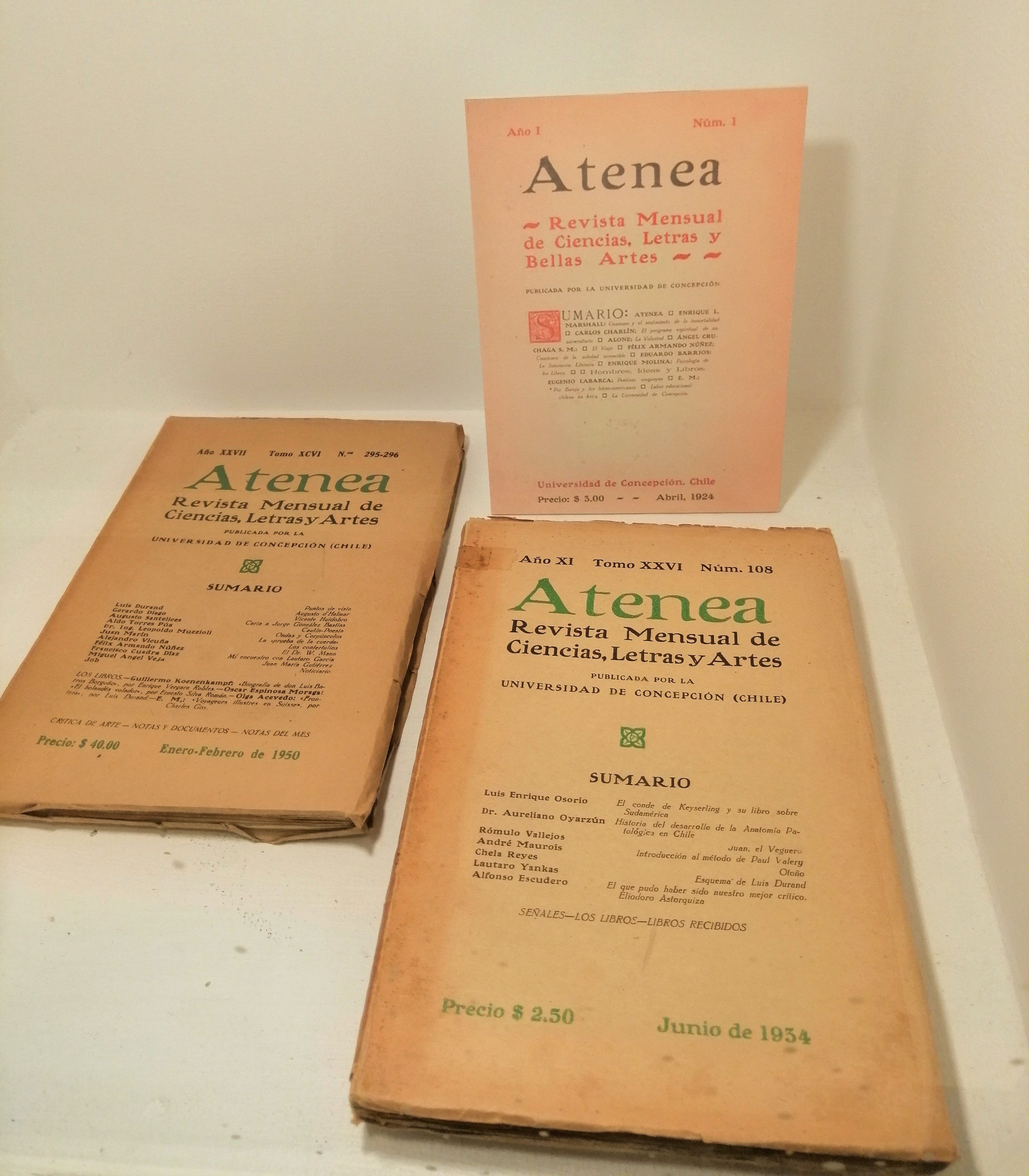
Ensayo «Introducción al método de Paul Valéry», publicado en el número 108 (1934) de la revista Atenea.

- Introductión à la méthode de P.Valéry (1933)
- Magiciens et Logiciens (1935)
- Un art de vivre (1939)
- Estudios literarios (1946)
- Cent visages de l'amour (1947)
- Histoire de France (1947)
- À la recherche de Marcel Proust (1949)
- Cours de bonheur conjugal (1951)
- Olympio (1953). Sobre Victor Hugo
- Portrait de la France et des français (1955)
- La France change de visage (1956)
- Les trois Dumas (1957)
- Lecture, mon doux plaisir (1958)

### Sobre la cultura anglosajona
- Les silences du colonel Bramble (1918)
- Les discours du docteur O'Grady (1950)
- Études anglaises (1927)
- Histoire d'Angleterre (1937)
- Histoire des Etats Units (1967)
- Tragedia en Francia (1940)
- Estudios literarios (1946)
- Sentimientos y costumbres (1951)